# Liste der Kulturdenkmäler in Oberweiler im Tal
In der Liste der Kulturdenkmäler in Oberweiler im Tal sind alle Kulturdenkmäler der rheinland-pfälzischen Ortsgemeinde Oberweiler im Tal aufgeführt. Grundlage ist die Denkmalliste des Landes Rheinland-Pfalz (Stand: 6. September 2022).

## Denkmalzonen
| Bezeichnung              | Lage                    | Baujahr                 | Beschreibung | Bild                           |
| ------------------------ | ----------------------- | ----------------------- | --- | ------------------------------ |
| Denkmalzone Sprengelburg | nördlich des Ortes Lage | 13. und 14. Jahrhundert | 13. und 14. Jahrhundert, im 14. Jahrhundert zerstört, 1978/79 moderner Wiederaufbau über alten Fundamenten, Wehrmauer auf quadratischem Grundriss, Rundturm | weitere Bilder Fotos hochladen |

## Einzeldenkmäler
| Bezeichnung | Lage                        | Baujahr | Beschreibung | Bild            |
| ----------- | --------------------------- | ------- | --- | --------------- |
| Portal      | Hauptstraße, an Nr. 12 Lage | um 1800 | aufwändig gestaltetes Oberlichtportal, um 1800                                                                             | Fotos hochladen |
| Schulhaus   | Hauptstraße 17 Lage         | um 1860 | ehemalige Schule; Putzbau, Rundbogenstil, um 1860, Architekt wohl Johann Schmeisser, Kusel, Umbau 1934; straßenbildprägend | Fotos hochladen |